# Chrysanthrax primitivus
Chrysanthrax primitivus är en tvåvingeart som först beskrevs av Walker 1849.  Chrysanthrax primitivus ingår i släktet Chrysanthrax och familjen svävflugor. Inga underarter finns listade i Catalogue of Life.